# Isorella
Isorella é uma comuna italiana da região da Lombardia, província de Bréscia, com cerca de 3.533 habitantes. Estende-se por uma área de 15 km², tendo uma densidade populacional de 236 hab/km². Faz fronteira com Calvisano, Gambara, Ghedi, Gottolengo, Remedello, Visano.

## Demografia
| Variação demográfica do município entre 1861 e 2011                               |
|                                                                                   |
| Fonte: Istituto Nazionale di Statistica (ISTAT) - Elaboração gráfica da Wikipedia |